# An Introduction to Kristofer Åström
An Introduction to Kristofer Åström är ett samlingsalbum av Kristofer Åström, utgivet 2013 på det tyska skivbolaget Tapete Records.
Albumet innehåller låtar från Åströms solodebut Go, Went, Gone (1998) till From Eagle to Sparrow (2012). Med vissa utgåvor av skivan följde en bonus-CD med demoinspelningar, outtakes, alternativa versioner och låtar från samlingsalbum. Omslagsfotot är taget av Kristoffer Hedberg och designen gjordes av Kerstin Holzwarth. Texten i konvolutet är skriven av Åström. På skivbolagets hemsida skrev Åström "This is not supposed to be a Best Of compilation. Like it says, it’s an introduction to my music. My world. It’s my party and you are all invited."

## Låtlista
Alla låtar är skrivna av Kristofer Åström.
1. "Leaving Song" – 3:15 (från Leaving Songs 2001)
2. "Conjure Me – 3:55 (från Rainawaytown 2007)
3. "The Wild" – 3:48 (från Loupita 2004)
4. "All Lovers Hell" (singelversionen) – 4:02 (från All Lovers Hell 2002)
5. "Twentyseven" – 3:47 (från Sinkadus 2009)
6. "Is It Really Over?" – 4:47 (från There For 2004)
7. "One Good Moment" – 4:00 (från Dead End 2003)
8. "Just a Little Insane" – 3:31 (från Rainawaytown 2007)
9. "How Come Your Arms Are Not Around Me" – 4:55 (från Go, Went, Gone 1998)
10. "What I Came Here For" – 3:25 (från Leaving Songs 2001)
11. "Just Another Lovesong" – 3:08  (från Loupita 2004)
12. "The Good You Bring" – 2:51 (från So Much for Staying Alive 2005)
13. "The Old Man's Meadow" – 4:15 (från Go, Went, Gone 1998)
14. "Queen of Sorrow" – 3:56 (från From Eagle to Sparrow 2012)
15. "When Her Eyes Turn Blue" – 3:08 (från Sinkadus 2009)
16. "Yeah, Oh That's Nice" – 5:59 (från Go, Went, Gone 1998)
17. "Come Summer (Come Standing Outside Your Door)" – 4:06 (från From Eagle to Sparrow 2012)
18. "Strong & Tall" – 4:13 (från From Eagle to Sparrow 2012)
19. "Defender" – 7:37 (från Northern Blues 2001)

Bonus-CD
1. "Me & the Snakes" – 6:22 (akustisk version av samma låt från Sinkadus 2009)
2. "8 Long Years" – 6:13 (Startracks 2003)
3. "Just Like Me" – 2:58 (från samlingen If We Were Oceans 2006)
4. "Walpurgis Night" – 3:40 (B-sida till singeln The Good You Bring 2005)
5. "She Came With a Friend of Mine" – 4:55 (från samlingen If We Were Oceans 2006)
6. "Breaker" – 2:43 (outtake från So Much for Staying Alive 2005)
7. "Man of Steel" – 3:27 (demo från So Much for Staying Alive 2005)
8. "Cardiac" – 3:05 (från samlingen Picknick 2005)
9. "The Wild" – 3:59 (demo, studioversion på Loupita 2004)
10. "Empty Hands" – 3:13 (alternativ version av samma låt på So Much for Staying Alive 2005)
11. "Gilded" – 4:26 (outtake från Loupita 2004)
12. "Seamster" – 5:33 (outtake från Sinkadus 2009)
13. "Now's Too Late" – 4:17 (skriven för Cookies 'N' Beans, utgiven av dem på Beg, Borrow and Steal 2010)
14. "Maidenhead" – 4:00 (outtake från Loupita 2004)
15. "What If I Can't Love You Enough?" – 4:42 (outtake från From Eagle to Sparrow 2010)
16. "Midnight Sun" – 6:41 (demo, studioversion på So Much for Staying Alive 2005)

## Mottagande
An Introduction to Kristofer Åström har medelbetyget 3,8/5 på Kritiker.se, baserat på tre recensioner. I Aftonbladet skrev recensenten Joakim Wedholm att skivan "utan att ens försöka vara en ”greatest hits” visar upp en imponerande gedigen ”body of work” och gav den betyget 4/5.
Ikon 1931 gav betyget 3/5. Recensenten Roger Bengtsson sammanfattade skivan med orden "gott om blandade godbitar från hela solokarriären", men skrev också att han saknade låten "How Can You Live With Yourself?", som inte finns medtagen på skivan.
I Upsala Nya Tidning recenserades skivan av Björn G Stenberg, som menar att Åström på skivan bjuder på "suverän folkpop". Han ansåg dock att man kunde "bytt ena och annan" låt i urvalet. Vidare skrev han att Åström "tillhör de där som har lyckats fullt ut med att adoptera det angloamerikanska idiomet".